# David Forst
Ne pas confondre avec David Frost.
David Lee Forst (né le 18 mai 1976 à Santa Monica, Californie, États-Unis) est l'actuel directeur général des Athletics d'Oakland de la Ligue majeure de baseball.
Employé des Athletics depuis 2000 et assistant de Billy Beane pendant 14 ans, il succède à ce dernier au poste de directeur général le 5 octobre 2015.

## Carrière de joueur de baseball
David Forst est un ancien joueur de baseball qui est l'arrêt-court et le capitaine du Crimson d'Harvard jusqu'à sa graduation de l'université en 1998. Il gradue cum laude en sociologie de l'université Harvard. La seule expérience de Frost comme joueur de baseball professionnel est dans le baseball indépendant : il joue en 1998 et 1999 pour les Capitals de Springfield, dans la Frontier League. Il obtient un essai, infructueux, au camp d'entraînement des Red Sox de Boston.

## Carrière de dirigeant de baseball
David Forst est engagé en 2000 comme dépisteur des Athletics d'Oakland de la Ligue majeure de baseball par Paul DePodesta. En février 2004, lorsque DePodesta accepte le poste de directeur général des Dodgers de Los Angeles, Forst est promu à son ancien poste, celui d'assistant au directeur général des Athletics, Billy Beane.
À l'automne 2008, Forst est pressenti pour le poste de directeur général des Mariners de Seattle mais décline l'invitation à un entretien d'embauche, préférant demeurer chez les A's. À l'été 2014, il décline l'invitation des Padres de San Diego, eux aussi à la recherche d'un nouveau directeur général.
Le 5 octobre 2015, Billy Beane est élevé au poste de vice-président des Athletics et laisse le poste de directeur général qui était le sien depuis la fin 1997. David Forst, son assistant depuis 12 ans, lui succède alors . Il hérite d'un club qui vient de perdre en 2015 un total de 94 matchs, la 4e pire performance de l'histoire du club d'Oakland, qui ratait les éliminatoires pour la première fois depuis 2011.